# Reklame!
Reklame! war eine Fernsehsendung auf kabel eins. Sie beschäftigte sich mit dem Thema Werbung, genauer gesagt wurden Werbespots aus den letzten Jahrzehnten gezeigt. Moderator war Roland Baisch. Es wurden insgesamt vier Staffeln produziert.

## Staffel 1
Staffel 1 wurde zusammen mit Ruth Moschner moderiert und hatte 12 Folgen im Jahr 2003. Sie beschäftigten sich alle mit einem Thema. Als Rubriken gab es
- Werbeklassiker: Promis kommentieren Werbespots
- Markengeschichten: Es geht um eine sehr bekannte Marke und deren Geschichte. Kurios: In der Sendung zum Thema „Männer in der Werbung“ ging es hierbei um o.b. – also um ein Frauenprodukt.

## Staffel 2
In Staffel 2 gab es vier Moderatoren – neben Baisch waren auch noch Guido Cantz, Vera Int-Veen und Ingo Oschmann dabei. Pro Sendung kamen die Spots aus fünf Kategorien. Insgesamt gab es 6 Sendungen im Jahr 2004. Auch in dieser Staffel gab es Rubriken:
- Werbepromis: Ein Werbespot mit einer prominenten Person
- Spotcollage: Ausschnitte aus Werbespots rund um ein Thema
- Markengeschichten: Wie in Staffel 1 ging es um eine bekannte Marke
- Der Werbeexperte: Markus Majowski kommentiert Spots eines Themas
- Werbespot der Woche: Am Ende der Sendung

## Staffeln 3 und 4
In den Staffeln 3 und 4 hieß die Sendung „Reklame! Top 10“. Hier gab es Internetumfragen, wo es um Werbespots oder Produkte eines Themas ging. Die 3. Staffel mit 6 Folgen lief 2005 mit folgenden Hitparaden und der jeweiligen Nummer 1:
- Werbefiguren: Karin Sommer
- Werbemusik: Coca-Cola
- Werbeschocker: Kondom-Werbung mit Ingolf Lück und Hella von Sinnen
- Werbehits: Haribo macht Kinder froh
- Werbefamilien: Schauma
- Verrückte Werbung: Werbung für Harzer Käse mit Hella von Sinnen

In Staffel 4, welche an Ostern 2007 lief, gab es folgende Themen und ihre Nummer 1:
- Werbehausfrauen: Der General
- Werbetiere: (zu ergänzen)
- Kuriose Produkte: Yps-Heft
- Werbepromis: Franz Beckenbauer
- Erotische Werbung: (zu ergänzen)
- Werbekinder: (zu ergänzen)